# SLC25A36
SLC25A36 (англ. Solute carrier family 25 member 36) – білок, який кодується однойменним геном, розташованим у людей на 3-й хромосомі. Довжина поліпептидного ланцюга білка становить 311 амінокислот, а молекулярна маса — 34 283.
| 10         |  | 20         |  | 30         |  | 40         |  | 50         |
| ---------- |  | ---------- |  | ---------- |  | ---------- |  | ---------- |
| MSQRDTLVHL |  | FAGGCGGTVG |  | AILTCPLEVV |  | KTRLQSSSVT |  | LYISEVQLNT |
| MAGASVNRVV |  | SPGPLHCLKV |  | ILEKEGPRSL |  | FRGLGPNLVG |  | VAPSRAIYFA |
| AYSNCKEKLN |  | DVFDPDSTQV |  | HMISAAMAGF |  | TAITATNPIW |  | LIKTRLQLDA |
| RNRGERRMGA |  | FECVRKVYQT |  | DGLKGFYRGM |  | SASYAGISET |  | VIHFVIYESI |
| KQKLLEYKTA |  | STMENDEESV |  | KEASDFVGMM |  | LAAATSKTCA |  | TTIAYPHEVV |
| RTRLREEGTK |  | YRSFFQTLSL |  | LVQEEGYGSL |  | YRGLTTHLVR |  | QIPNTAIMMA |
| TYELVVYLLN |  | G          |  |            |  |            |  |            |

A: Аланін

C: Цистеїн

D: Аспарагінова кислота

E: Глутамінова кислота

F: Фенілаланін

G: Гліцин

H: Гістидин

I: Ізолейцин

K: Лізин

L: Лейцин

M: Метіонін

N: Аспарагін

P: Пролін

Q: Глутамін

R: Аргінін

S: Серин

T: Треонін

V: Валін

W: Триптофан

Задіяний у таких біологічних процесах, як транспорт, альтернативний сплайсинг. 
Локалізований у мембрані, мітохондрії, внутрішній мембрані мітохондрії.